# Mycetophila vesca
Mycetophila vesca är en tvåvingeart som först beskrevs av Laffoon 1957.  Mycetophila vesca ingår i släktet Mycetophila och familjen svampmyggor. Inga underarter finns listade i Catalogue of Life.